# Nautilocalyx purpurascens
Nautilocalyx purpurascens är en tvåhjärtbladig växtart som beskrevs av Kriebel. Nautilocalyx purpurascens ingår i släktet Nautilocalyx och familjen Gesneriaceae. Inga underarter finns listade i Catalogue of Life.